# Melhania integra
Melhania integra är en malvaväxtart som beskrevs av Verdoorn. Melhania integra ingår i släktet Melhania och familjen malvaväxter. Inga underarter finns listade i Catalogue of Life.